# Armenuhi Drost-Abgarjan
Armenuhi Drost-Abgarjan (* 1955) ist eine armenisch-deutsche Literaturwissenschaftlerin und Orientalistin. Von 2010 bis 2021 war sie Professorin für Armenologie und Leiterin des MESROP Zentrums für Armenische Studien an der Martin-Luther-Universität Halle-Wittenberg.

## Leben
Drost-Abgarjan studierte von 1972 bis 1977 armenische Philologie an der Staatlichen Universität Jerewan. Von 1977 bis 1980 war sie Wissenschaftliche Mitarbeiterin am Institut für Literatur der Armenischen Akademie der Wissenschaften. Von 1978 bis 1985 absolvierte sie mit einem Forschungsstipendium ein Promotionsstudium in klassischer Philologie und Byzantinistik am Institut für Weltliteratur der damaligen Akademie der Wissenschaften der UdSSR an der Abteilung für Antike Literatur bei Sergei Awerinzew.
In den Jahren 1984 und 1985 absolvierte sie die Vorverteidigung ihrer Dissertation in Moskau und promovierte schließlich an der Staatlichen Universität Tiflis bei Akaki W. Uruschadse zum Thema „Die vergleichende Poetik der hymnographischen Gattungen in der griechisch-byzantinischen und altarmenischen Literatur“. Ab 1985 wechselte Drost-Abgarjan an die Martin-Luther-Universität Halle-Wittenberg (MLU). Dort war sie zunächst wissenschaftliche Mitarbeiterin und Postdoc Habilitandin für Sprachen und Literaturen des Christlichen Orients, danach von 2000 bis 2010 Assistentin (C 1) und Oberassistentin (C 2) am Orientalischen Institut der MLU (Seminar Christlicher Orient und Byzanz). Im Jahr 2003 habilitierte sie sich in Halle mit einer Schrift zum armenischen Hymnarium Scharaknoz für die Fachgebiete „Wissenschaft vom Christlichen Orient unter besonderer Berücksichtigung der Armenologie“. Seit September 2010 ist sie DAAD-Gastprofessorin für Armenologie am Seminar Christlicher Orient am Orientalischen Institut der MLU. Zugleich ist sie kommissarische Direktorin des MESROP-Zentrums für Armenische Studien.

## Forschungsschwerpunkte
- Armenische Sprache (Klassisch-, Mittel- und Modernarmenisch)[1]
- Armenische Literatur im Kontext der Sprachen und Literaturen des Christlichen Orients (Hymnographie, Übersetzungsliteratur, Kommentarliteratur, Historiographie)
- Komparatistik
- Byzantinisch-armenische literarische Beziehungen
- Wissenschaftsgeschichte (Armenologie, armenisch-deutsche Wissenschaftsbeziehungen)

## Veröffentlichungen / Herausgeberschaften (Auswahl)
- Walter Beltz, Armenuhi Drost-Abgarjan (Hrsg.): Cudik halleakan: kleine Sammlung armenologischer Untersuchungen, Institut für Orientalistik der MLU, Halle (Saale), 1995 (Hallesche Beiträge zur Orientwissenschaft, Band 20) (online).
- (Mitherausgeberin): Sprache, Mythen, Mythizismen: Festschrift für Walter Beltz zum 65. Geburtstag am 25. April 2000, 3 Bände, Halle (Saale): Inst. für Orientalistik (Hallesche Beiträge zur Orientwissenschaft, Band 32).
- A. Drost-Abgarjan: Die armenischen Kanones von Astowacayaytnowtiwn. Philologisch-literaturwissenschaftliche Untersuchung zum Saraknoc, Habil.-Schrift, Halle an der Saale 2003.
- Armenuhi Drost-Abgarjan,  Hermann Goltz (Hrsg.): Armenologie in Deutschland: Beiträge zum Ersten Deutschen Armenologen-Tag, Lit-Verlag, Münster 2005, Reihe: Studien zur orientalischen Kirchengeschichte, Band 35, ISBN 3-8258-8610-7.
- Anna Briskina-Müller, Armenuhi Drost-Abgarjan, Axel Meißner (Hrsg.):	Logos im Dialogos: Auf der Suche nach der Orthodoxie. Gedenkschrift für Hermann Goltz (1946–2010), LIT Verlag, Münster 2011, ISBN 978-3-643-11027-5.
- Armenuhi Drost-Abgarjan, Bálint Kovács, Tibor Martí: Catalogue of the Armenian Library in Elisabethopolis, Leipziger Universitäts-Verlag Leipzig 2011 (Armenian cultural heritage in the Carpathian basin 1), ISBN 978-3-86583-591-8.
- Jürgen Tubach, Armenuhi Drost-Abgarjan, Guliko S. Vashalomidze (Hrsg.): Sehnsucht nach der Hölle? Höllen- und Unterweltsvorstellungen in Orient und Okzident: Beiträge des Leucorea-Kolloquiums 2010, Wiesbaden: Otto Harrassowitz-Verlag, Wiesbaden 2013, Studies in Oriental Religions Band 63, ISBN 978-3-447-06713-3.